# Avital Selinger
Avital Haim (Avital) Selinger (Haifa, 10 maart 1959) is een Israëlisch-Nederlandse volleybalspeler en -trainer. Hij is de zoon van volleyballer en -coach Arie Selinger. Hij was de spelverdeler van het Nederlands volleybalteam, onder het bondscoachschap van zijn vader. Ondanks zijn geringe lengte hield hij zich jaren staande op het topniveau, waar lengte steeds belangrijker werd.
Zijn grootste succes was op de Olympische Spelen van Barcelona. Toen eerste spelverdeler Peter Blangé geblesseerd uitviel in de kwartfinale, speelde Avital tegen de favoriet Italië, die werd uitgeschakeld.
De finale tegen Brazilië werd verloren, terwijl hij vier jaar later, toen Nederland wel goud won, niet geselecteerd werd. In zijn actieve tijd was hij aangesloten bij Oranje Nassau in Groningen.
Na zijn loopbaan als topsporter werd hij net als zijn vader coach. Hij werd bondscoach van het Nederlandse damesvolleybalteam. Hij werd ontslagen vanwege de tegenvallende resultaten op het EK van 2011. Na een succesvolle periode als coach van verschillende clubteams in het buitenland werd hij eind november 2020 opnieuw aangesteld als bondscoach van het Nederlandse damesvolleybalteam.
Op 2 november 2022 maakte hij bekend zijn contract als bondscoach niet te verlengen.
- International Standard Name Identifier: 0000 0003 9007 5091
- Nederlandse Thesaurus van Auteursnamen: 151217831
- Virtual International Authority File: 283609334
- WorldCat: E39PBJfrPtMqGW6p8t7VcMYdcP

Edwin Benne · Peter Blangé · Ron Boudrie · Marco Brouwers · Teun Buijs · Rob Grabert · Pieter Jan Leeuwerink · Jan Posthuma · Avital Selinger · Martin Teffer · Ronald Zoodsma · Ron Zwerver
Edwin Benne · Peter Blangé · Ron Boudrie · Henk-Jan Held · Marko Klok · Jan Posthuma · Avital Selinger · Martin Teffer · Martin van der Horst · Olof van der Meulen · Ronald Zoodsma · Ron Zwerver